# 漣浜街道
漣浜街道（れんひんかいどう）は中華人民共和国湖南省婁底市婁星区の街道弁事処。

## 行政区画
- 仙人閣社区
- 高車社区
- 太保社区
- 澄清社区
- 九侖社区
- 民福社区
- 仙人橋社区
- 茅塘社区
- 西坪村
- 冠曹村

## 地理
- 河川：漣水

## 交通

### 鉄道
- 洛湛線（中国語版）[1]

### 道路
- 省道S209

## 観光
- 澄清塔（清代の文化財）[2]